# Jean de Carro
Jean de Carro, také německy  Johann Carro (8. srpna 1770, Ženeva, Švýcarská konfederace – 12. března 1857, Karlovy Vary) byl švýcarský lékař. Proslulost získal jako průkopník očkování kravskými neštovicemi proti smrtelným černým neštovicím v zemích kontinentální Evropy a Orientu, vakcínu dokázal dopravit i do Indie. Zachránil tak životy lidí a císař František I. jej za to povýšil do rytířského stavu. Poslední část svého plodného života prožil v Karlových Varech a Praze. Je pohřben v Karlových Varech v Mozartových sadech.

## Život
Jean de Carro se narodil 8. srpna 1770 v Ženevě. Matka byla Francouzka, otec pocházel ze staré vlivné ženevské rodiny. Na břehu Ženevského jezera vlastnil dvorec, který jeho rodina držela jako léno již od dávné minulosti. Dvorec se nazýval Carro nebo Carre a odtud bylo odvozeno rodové jméno.

### Studium
Gymnázium studoval v Ženevě a po jeho dokončení (filozofie, literatura, angličtina) se rozhodl odejít na Edinburskou univerzitu a studovat zde medicínu. Skotská metropole v té době prožívala největší kulturní rozkvět, což příznivě ovlivnilo intelektuální rozvoj studentů. Prvním z Carrových profesorů byl jeden z tvůrců moderní chemie Joseph Black, anatomii a chirurgii studoval u Alexandra Monro II., teorii medicíny u Andrew Duncana st., botaniku u Daniela Rutherforda a profesoři Francis Home a Andrew Duncan st. jej měli na klinickou praxi. Dne 25. června 1793 získal doktorský diplom. Jako doktorskou tezi si vybral práci o „hydrocephalo acuto“, nemoci, která byla v té době v Ženevě velmi rozšířená a na niž zemřela i jeho sestra.

### Ve Vídni
Krátce po dokončení studia se Jean de Carro vrátil do Ženevy, kde již ale vládl duch nové francouzské republiky. Místo kariéry v rodné Ženevě se před Napoleonovou expanzí uchýlil do Vídně. Skoro tři roky pracoval v různých nemocnicích a v roce 1796 si otevřel lékařskou praxi. To bylo dovoleno pouze těm lékařům, kteří se po studiích v zahraničí podrobili přísným zkouškám na některé domácí univerzitě. Jean de Carro složil tyto zkoušky dne 15. května 1795 na univerzitě Vídeňské. Jako mladý lékař s bezvadným společenským vystupováním, dokonalou znalostí angličtiny (jeho mateřština byla francouzština), ačkoliv neznal perfektně německy, získal brzy cenné známosti v diplomatických kruzích a vytvořil si široký okruh vlivných pacientů.
V roce 1796 se oženil s Marií Annou Kurzbeckovou, se kterou měl dva syny, Karla a Petra. Dne 8. ledna 1800 pětadvacetiletá Marie Anna zemřela na tuberkulózu. De Carro se 26. listopadu 1802 znovu oženil. Jeho druhá manželka Tereza Stöcklová pocházela z Gerburku v Tyrolsku; zemřela v roce 1812 na tyfus. Z tohoto manželství zůstali syn Eduard a dcera Natalie. Až třetí manželství s Belgičankou Alexandrinou Breckovou umožnilo de Carrovi užít si rodinné pohody. Zde se zrodila jedna dcera jménem po matce Alexandrina, její manželství zůstalo bezdětné.

#### Vakcína proti neštovicím
V roce 1798 vyšla tiskem zpráva o objevu britského lékaře Edwarda Jennera, a sice vakcíny proti pravým neštovicím, a úspěšnému očkování touto látkou. Jean de Carro se se zprávou seznámil v ženevské knihovně. Ve Vídni pak požádal anglické vyslanectví o zaslání knihy Edwarda Jennera a také lymfy. Dne 10. května 1799 provedl pokus s očkováním neštovicemi na svých dvou synech (tříletý Karel, rok a půl starý Petr). Neštovice, které se objevily na pažích obou dětí, byly totožné s obrázky v Jennerově knize. Po dvou měsících, před kolegiem domácích i zahraničních lékařů, naočkoval oba své syny pravými neštovicemi, výsledek byl negativní. Úspěch prvního pokusu svého druhu v Evropě, i když byl přesvědčivý, vzbudil větší zájem v zahraničí, než v samotné rakouské monarchii. Jean de Carro byl velkým propagátorem tohoto očkování, ještě však trvalo dlouho, než byl slibný pokus následován ve velkém.
Veřejně provedený pokus pokrokového a prozíravého lékaře s velkým smyslem prospět společnosti měl za následek i to, že se de Carro ocitl ve středu zemědělských zájmů. Z různých částí Evropy i vzdáleného Orientu přicházely požadavky na zaslání lymfy a de Carro si na oplátku vyžadoval semena tamějších rostlin, především výživových, o nichž předpokládal, že nejsou v Evropě známy. Ty pak rozděloval nejen svým známým, ale i botanikům a agronomům. Část semen obdržel i syn bavorského krále a později sám král bavorský Ludvík I., který o ně jevil velký zájem. Později (1825) prokázal Jeanu de Carro svoji přízeň neobvyklým způsobem, jmenoval jeho dceru Natálii čestnou abatyší kláštera sv. Anny v Mnichově.

#### Jód a štítná žláza
Jean de Carro byl prvním ve střední Evropě, kdo po vzoru kolegy a též rodáka ze Ženevy doktora Coindenta předepisoval vnitřní užívání jodových preparátů jako léku proti strumě. Přesto, že toto léčení bylo shledáno jako ne zcela bezpečné, bylo účinné a používá se dodnes, i když jiným způsobem.

### V Praze
Není přesně znám důvod, proč de Carro v dubnu 1826 odejel z Vídně do Prahy. Později, když se již usadil v Karlových Varech, pobýval v Praze během svých zimních pobytů. Postupně bydlel na čtyřech různých místech, nejdéle pak ve Spálené a Štěpánské ulici. Na společenských večerech u prince Rohana nebo barona Parishe ze Žamberka poznal významné osobnosti, též z řad českých obrozenců, a s mnohými uzavřel trvalé přátelství. Vedle osvícence Josefa Dobrovského se seznámil s přírodovědcem hrabětem Kašparem Šternberkem, historikem Františkem Palackým, spisovatelem Václavem Hankou, přírodovědcem Janem Preslem a jeho bratrem, lékařem Karlem Preslem, básníkem J. K. Chmelenským, mecenášem umění a osvícencem Františkem Šternberk-Manderscheid a řadou jiných, s nimiž měl společné zájmy. K Praze měl de Carro ještě citovou vazbu; zemřela zde jeho matka na cestě do Karlových Varů.

### V Karlových Varech

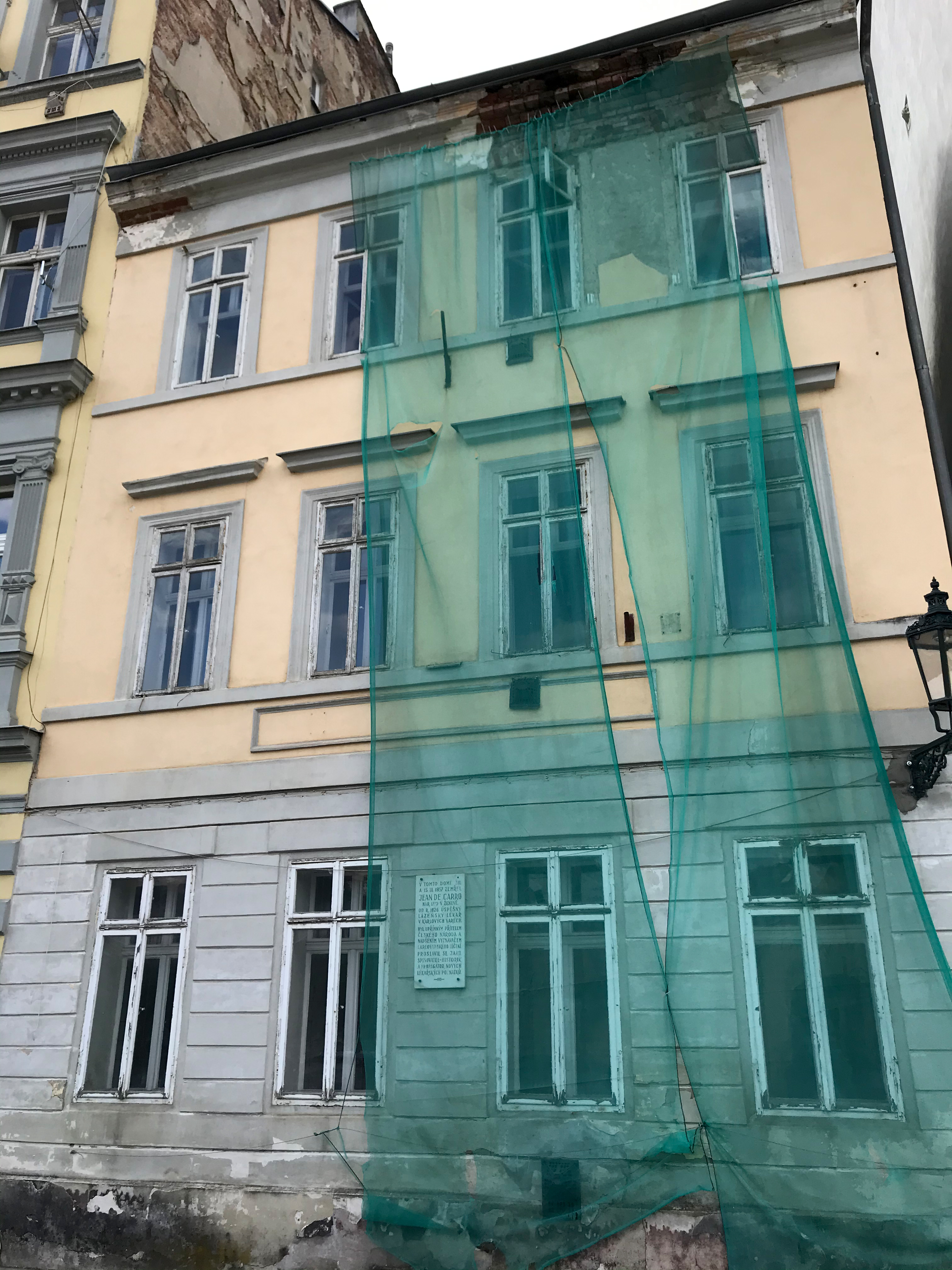
Dům Walter Scott, kde Jean de Carro žil a zemřel

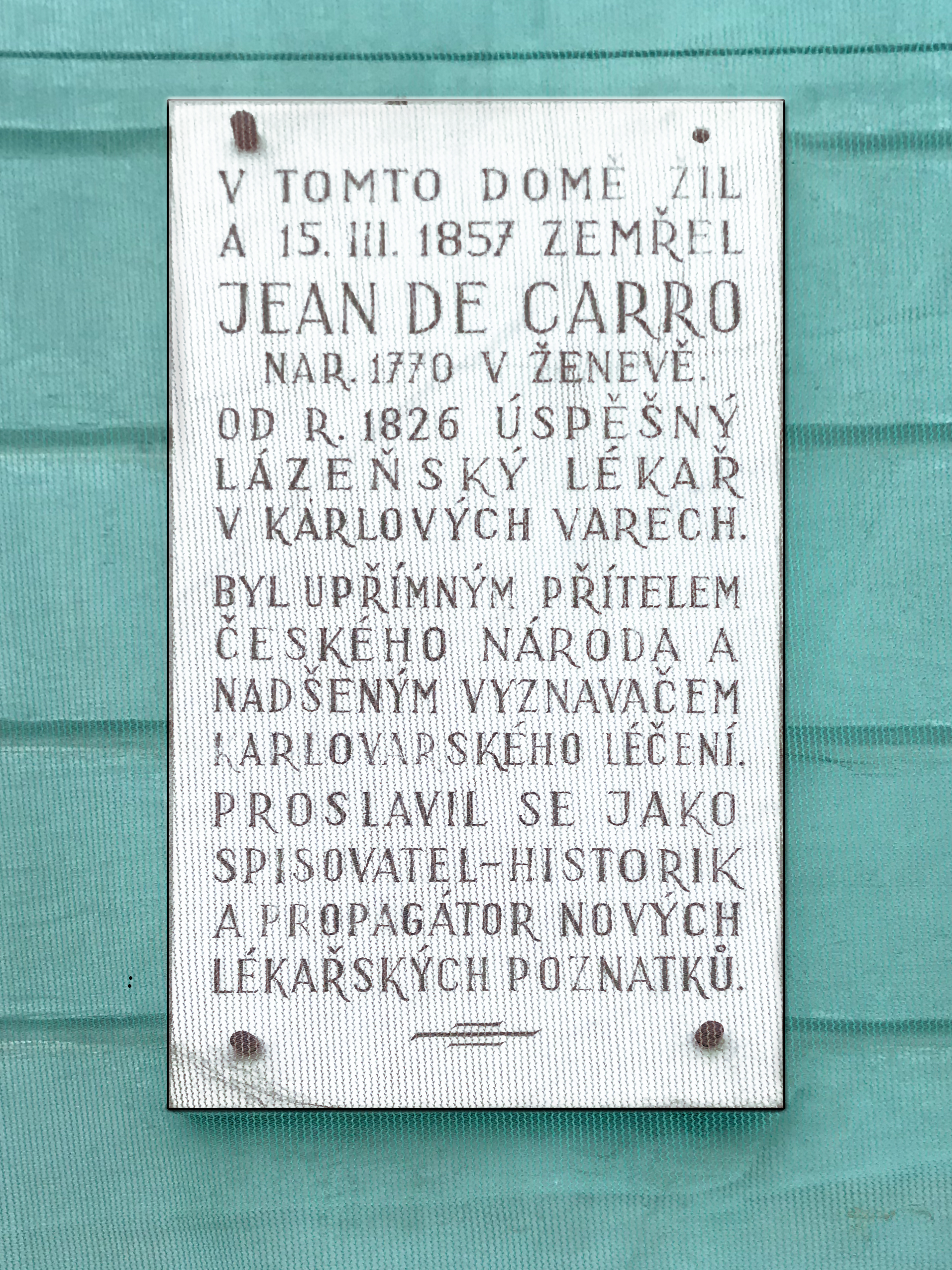
Pamětní deska na domě Walter Scott

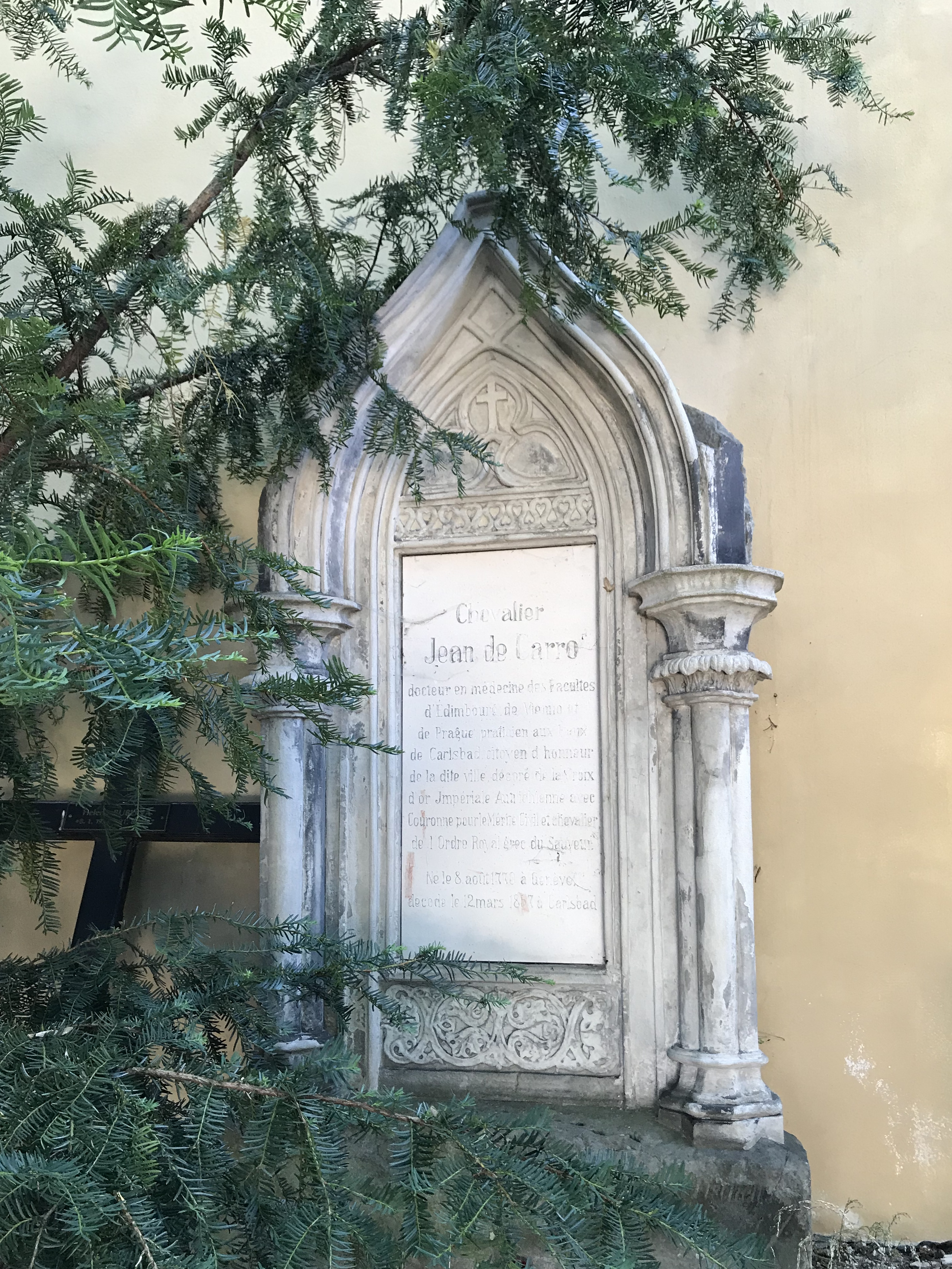
Hrob Jeana de Carro u zdi kostela sv. Ondřeje

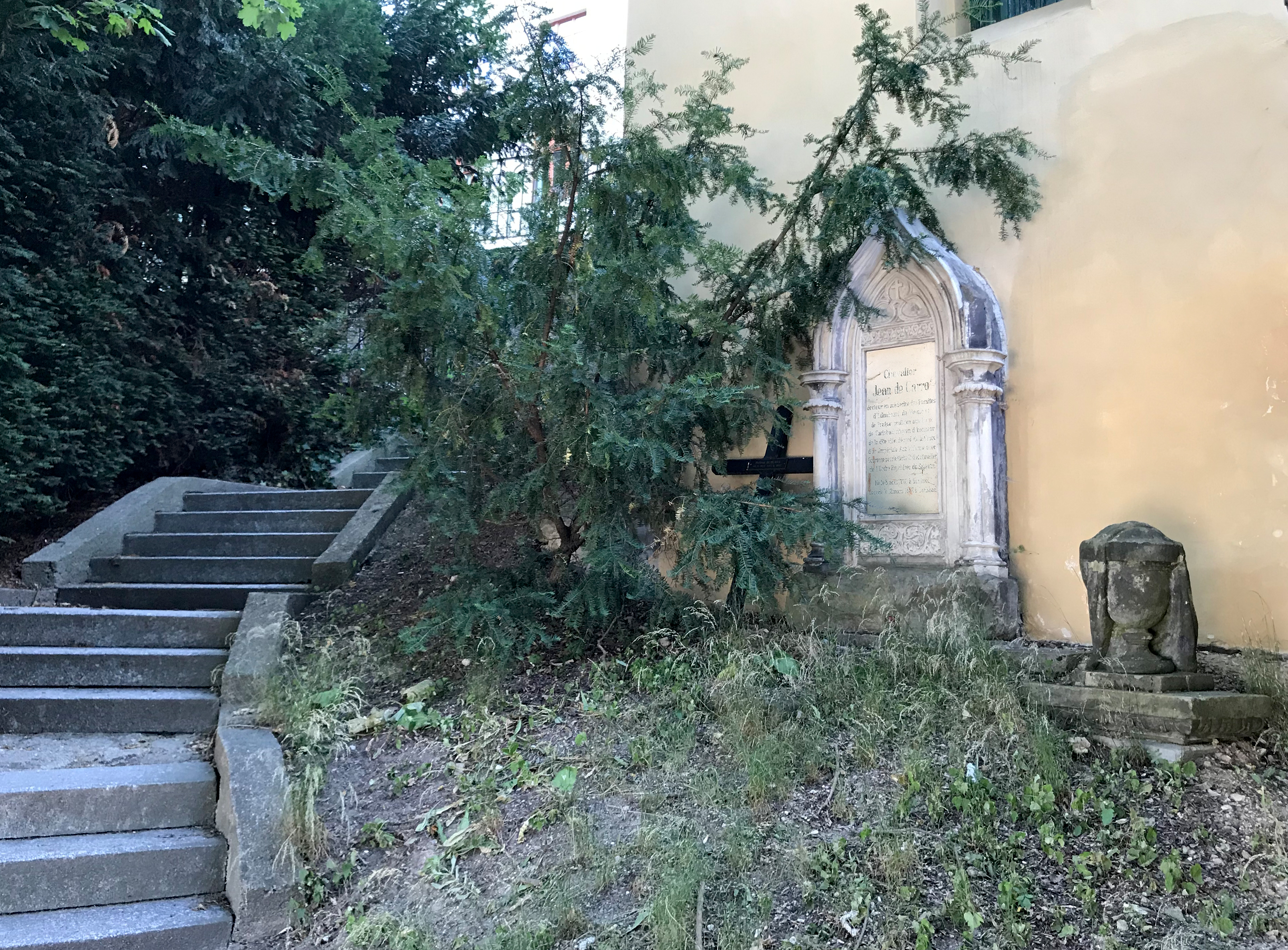
Hrob Jeana de Carro, schody do Ondřejské ulice

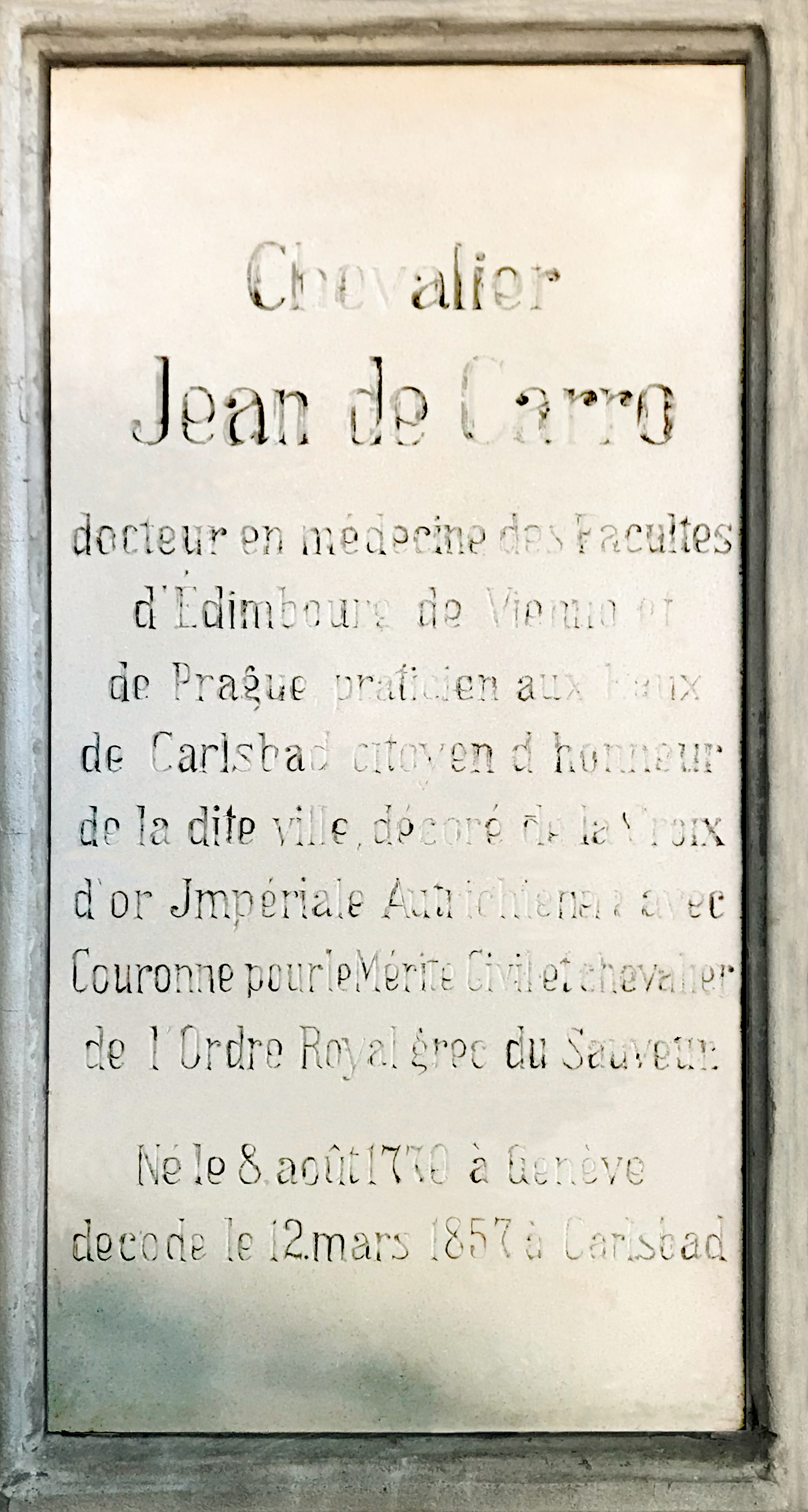
Nápis na hrobě Jeana de Carro

Do Karlových Varů přijel (spěšným dostavníkem) Jean de Carro poprvé dne 15. května 1826. Bylo mu 56 let, měl potíže s bolestivými dnovými záněty kloubů a při záchvatech potřeboval k chůzi i berli. Po užívání pramenů se jeho zdravotní stav rychle zlepšil, a tak si léčbu v následujícím roce s ještě větším úspěchem zopakoval. O této části života píše později sám ve svých memoárech: „V roce 1826 mě přinutily bolestivé nemoci arthritis a herpes, které vypukly současně, obrátiti se do Karlových Var. Rychlost a nemilosrdnost reakce vyvolané jejich vodami a úplné vyléčení, které následovalo, mi vtisklo důvěru a úctu k lázním Karla IV. Měl jsem to štěstí, že současně s chorobami jsem se zbavil své krátkozrakosti, která mě nutila, abych nosil po třináct roků brýle při čtení a psaní...“
Jean de Carro si Karlovy Vary velmi oblíbil, zdejší prameny působily na jeho dnu pozitivně, a tak se rozhodl v lázních se usadit. Působil zde jako lázeňský lékař vždy po dobu lázeňské sezóny, která začínala 1. května a končila v polovině října, a pro své odborné i lidské kvality se brzy stal vyhledávaným lékařem. V zimních měsících provozoval lékařskou praxi v Praze, což jej, jako absolventa lékařské fakulty vídeňské univerzity (nostrifikace z roku 1795), plně opravňovalo.
Záhy poznal přednosti i nedostatky Karlových Varů. Jako velký nedostatek shledal zanedbanou propagaci lázní. Veškeré propagační materiály byly vytvářeny v německém jazyce, takže Karlovy Vary byly propagovány pouze v Německu a v ostatní cizině jen u jedinců, kteří tento jazyk ovládali. De Carro zjistil, že v posledních padesáti letech karlovarští lékaři nevypracovali žádné písemné materiály. Všeobecné spisy vydávané badateli v cizině informovaly o lázních velmi povrchně a nedokonale. Jean de Carro se rozhodl tento nedostatek napravit a vedle svého hlavního povolání lékaře, které vykonával vždy pečlivě, se stal i neúnavným propagátorem lázní a jeho literární činnost přispěla k národnostnímu rozšíření lázeňské klientely.
Jean de Carro prostudoval dílo svého předchůdce, průkopníka balneologie v Karlových Varech doktora Davida Bechera, doplnil je svými zkušenostmi a na tomto základě propagoval jednotný názor pro předepisování pitné léčby, což se do té doby nedělo. Známy byly i jeho snahy o dietní stravování lázeňských hostů, stejně jako o komfortnější způsob bydlení, jak tomu bylo v jiných lázních, tj. větší lůžka, přikrývky místo vysokých peřin a též vzhlednější vybavení pokojů.

#### Parní lázně
Jean de Carro přijel do Karlových Varů právě v době budování parních lázní. Jednoduše zařízená prostora pro poskytování parní lázně zde byla již od roku 1819. Nestačila však v době, kdy parní lázně byly ve stále větší oblibě. Na základě povolení, které přišlo začátkem roku 1825 z Vídně, byla v lednu 1826 stará budova stržena a do konce května byla postavena nad pramenem Hygiey nová jednoposchoďová budova bez vnitřního zařízení.
V přízemí byla prostorná kolonáda. Vedle pramene byly dveře vedoucí na schodiště, pod nímž byl uzavřený zděný prostor, který sloužil jako nádrž pro minerální vodu. Pára vystupující z hladiny byla vedena dřevěnou trubkou do poschodí, kde se dělila do dvou ramen, která zásobovala parní skříně. V patře bylo šest kabin skládajících se z předsíně pro odkládání šatstva a pro odpočinek po lázni a z místnosti vlastní parní lázně. Vnitřní zařízení nových parních lázní navrhl na přání nejvyššího purkrabího království českého Františka Kolovrata z Liebsteina, který znal de Carrovy zkušenosti, sám Jean de Carro společně s architektem stavby Josefem Eschem.
Parní lázně byly podobné nakuřovacím skříním, které de Carro používal ve Vídni při léčbě sírou. Byly z dubového dřeva, lakované. Dne 21. září 1827 de Carro zkusil na sobě před dvěma svědky první aplikaci. Zjistil, že těsnění kolem krku nebylo dokonalé a spokojen byl až po opravě za několik dní. Teplota uvnitř skříně byla 33 °C, výkon trval půl hodiny, nebyl provázen žádnými obtížemi, a parní lázně byly uvedeny do provozu.

#### Jean de Carro kritik
Vzdělaný a pokrokový de Carro viděl v konzervativním maloměstě mnoho nedostatků. Kritizoval všechny záporné jevy, které podle jeho mínění škodily dobré pověsti lázeňského města, a byl schopen vidět zaostalost oproti ostatní Evropě. Kromě již zmíněných nedostatků v poskytování lázeňských služeb nebo zanedbané propagace lázní, poukazoval i na historické nesrovnalosti. Např. hned při vstupu do karlovarské radnice zjistil omyl – barokní socha Karla IV., kterou městu daroval vděčný návštěvník, měla na krku řád zlatého rouna. De Carro věděl, že tento řád byl založen Filipem Dobrým až v roce 1430, a hned upozornil městskou radu, že Karel IV. byl v té době již 42 let po smrti. Jindy si všiml domovního znamení lázeňského domu U maltézského kříže, kde namísto bílého kříže byl namalován černý kříž řádu německých rytířů. Také na penzionu U objevení Karlových Var byl zobrazen Karel IV., jak si koupe svoji raněnou nohu ve vřídelní vodě a je oblečen do šatů z doby Karla VI. s parukou a třírohým kloboukem. Touha po historické pravdě přiměla Jeana de Carro vždy na tyto omyly upozornit. Jeho nekompromisní postoj vůči omylům či konzervativním názorům mu přinesly mnohá nepřátelství, ale i častou přízeň a sympatie.

### Závěr života
Jean de Carro zemřel v Karlových Varech dne 12. března 1857 ve svém domě Walter Scott v ulici Pod Jelením skokem. Pohřben je na někdejším Ondřejském hřbitově u kostela sv. Ondřeje (nyní Mozartovy sady). Karlovým Varům věnoval posledních téměř 30 let svého aktivního života a na jejich pokroku měl velké zásluhy. Přesto na něj tehdy téměř zcela německé město brzy zapomnělo.
Památka lékaře filantropa ožila až po roce 1989. Jeho hrob byl uveden do důstojného stavu a jméno Jeana de Carro nesou sady, hotel, stezka a lávka. Na domě Walter Scott byla odhalena pamětní deska.

#### Odkaz A. L. Stöhra
De Carro byl přítelem karlovarského historika A. L. Stöhra a jeho synovce doktora Rudolfa Mannla. Křižovnický děkan Stöhr napsal v roce 1830 o Jeanu de Carro:
Každý ve vřídelním městě by měl vědět, že doktor Carro dýchá a vše koná jen pro čest a blaho Karlových Varů. Obdivuji jeho lásku k Varům, které by rád učinil prvním místem světa.
 August Leopold Stöhr

## Dílo

### Literární dílo Jeana de Carro (výběr)
Vedle medicíny byl Jean de Carro silně zainteresován pro historii a literaturu. Po příjezdu do Karlových Varů a zjištění, že lázně nejsou dostatečně propagovány, vydal již v roce 1827 knihu o Karlových Varech ve francouzštině; v roce 1829 pak vyšlo 2. vydání. Pro karlovarské návštěvníky napsal též průvodce o Karlových Varech v angličtině. Této publikaci vděčily lázně za stoupající počet hostů z Británie.

#### Óda na Vřídlo
V Karlových Varech se de Carro seznámil s historickou osobností Bohuslavem Hasištejnským z Lobkovic a považoval jej za nejzasloužilejšího propagátora své doby karlovarských pramenů. De Carro byl nadšen Ódou na Vřídlo a jeho zásluhou (vlastní jazykové schopnosti či dobré společenské vazby na významné literáty jiných národností) byla óda kvalitně přeložena do předních evropských jazyků. Své poznatky pak v roce 1829 vydal ve francouzském a německém jazyce v monografii, v níž bylo i dvaadvacet překladů ódy do patnácti jazyků (např. do francouzštiny od Alexandra Dumase).

#### Almanach de Carlsbad (1831–1856)
Almanach de Carlsbad jsou vlastivědně-encyklopedické ročenky, které vycházely ve francouzštině a přinášely informace o lázeňské léčbě a významných hostech, ale též o Češích, jejich dějinách, literatuře i národním emancipačním hnutí. Jean de Carro je vydával svým nákladem prostřednictvím Schönfeldova nakladatelství v Praze od roku 1831 až do své smrti. Bylo vydáno celkem 26 svazků. Ročenky jsou dodnes cenným zdrojem informací o životě Karlových Varů v časovém rozmezí téměř 30 let. Pravidelnou součástí almanachů byly přehledy české literatury, kterými přispíval pražský spisovatel Karel Vinařický.
Zaměření a jazyk almanachů se nelíbily některým nacionálně orientovaným představitelům karlovarského veřejného života. Velkým ideovým odpůrcem Jeana de Carro byl karlovarský lékař Gallus von Hochberger.

#### O karlovarské léčbě
Na konci života shrnul Carro své nejdůležitější články o Karlových Varech do knihy Vingt-huit ans d'experience a Carlsbad. Publikace vyšla v roce 1853, je sestavena z 62 článků, které se týkají především karlovarské léčby.

#### Memoáry
Memoáry jsou nejvýznamnějším životopisným pramenem Jeana de Carro. Kniha byla vydána na popud městské rady v roce 1855.

### Literární dílo o Jeanu de Carro
Památku doktora Jeana de Carro oživil po roce 1945 karlovarský vlastivědný nadšenec Karel Nejdl. Jeho osobnost se pro Nejdla stala životním vzorem. V roce 1958 vydal biografii „Jean de Carro a jeho Karlovy Vary“.
Román o životě a díle Jeana de Carro vydala v roce 1987 pražská autorka Alena Šubrtová pod názvem „Poslední noc“.